# Uwe Klöckner-Draga
Uwe Klöckner-Draga (* 14. Februar 1963) ist ein deutscher Autor, Theaterregisseur und Schauspieler.

## Biografie
Mit 14 Jahren stand Uwe Klöckner-Draga erstmals in Düsseldorf auf einer Bühne: „Orpheus in der Unterwelt“ von Jacques Offenbach, an der Seite von Hanne Wieder, in der Deutschen Oper am Rhein. Regie führte Bohumil Herlischka. Nach der Schauspielausbildung folgten Stationen an vielen Theatern und Fernsehsendern. Mit dem Regisseur Rainer Werner Fassbinder arbeitete er Anfang der 80er-Jahre an einem Filmexposé, was den Beginn von Klöckner-Dragas journalistischer Tätigkeit markierte. Schwerpunkt seines Schreibens sind Film- und Theatergeschichte und Politik. Bekannt geworden ist er durch die Biographie über Lilian Harvey.
2006 erschien sein Buch über die Reinhardschülerin Renate Müller „Renate Müller – Ihr Leben, ein Drahtseilakt. Ein deutscher Filmstar, der keinen Juden lieben durfte“.
Er lebte in Düsseldorf, München, Hamburg, Paris und Amerika und lebt nun in Berlin. 

## Veröffentlichungen (Auswahl)
- „Wirf weg, damit du nicht verlierst…“ Lilian Harvey – Biographie eines Filmstars. Edition q, Berlin 1999 ISBN 3-86124-500-0
- „Renate Müller – Ihr Leben ein Drahtseilakt“ Ein deutscher Filmstar, der keinen Juden lieben durfte. Verlag Kern, 2006 ISBN 3-939478-01-6
- „Mit dir durch dick und dünn?“ Bühnenzauber und Blaues Blut - „Kaiserin“ Hermine und die Sängerin Rose Rauch. Kern-Verlag GmbH, Ilmenau 2021 ISBN 978-3-95716-336-3
- „Rätselhaft und tragisch“ - Vor 100 Jahren wurde der Ufa-Star Sybille Schmitz geboren in: Preußische Allgemeine Zeitung (PAZ), Hamburg Nr. 48, 28. November 2009
- „Marianne Hoppe“ - Vor 100 Jahren wurde die Grande-Dame des deutschen Theaters geboren in: Theater-pur, Magazin für NRW, Juni 2009
- „Charakterdarsteller mit exotischem Image“ – Vor 60 Jahren starb der große ostpreußische Schauspieler Paul Wegener in: Preußische Allgemeine Zeitung (PAZ), Hamburg Nr. 37, 13. September 2008

| Personendaten    | Personendaten                                      |
| ---------------- | -------------------------------------------------- |
| NAME             | Klöckner-Draga, Uwe                                |
| KURZBESCHREIBUNG | deutscher Autor, Theaterregisseur und Schauspieler |
| GEBURTSDATUM     | 14. Februar 1963                                   |